# 드레이 더 머테이오
드레이 더머테이오(Drea de Matteo, 1972년 1월 19일 ~ )는 미국의 배우이다. 《소프라노스》(1999-2006)를 통해 2004년 제56회 프라임타임 에미상 드라마 시리즈 부문 여우조연상을 수상하였다.

## 출연 작품

### 영화
- 'R Xmas (2001)
- Made (2001)
- 스워드피쉬 (2001)
- 듀스 와일드 (2002)
- Prey for Rock & Roll (2003)
- 어썰트 13 (2005)
- Walker Payne (2006)
- The Good Life (2007)
- 펭귄들의 익살극 (2007)
- 브로큰 잉글리쉬 (2007)
- Lake City (2008)
- 뉴욕, 아이 러브 유 (2008)
- Fakers (2010)
- Free Ride (2013)
- Sex, Death and Bowling (2015)
- 다크 플레이스 (2015)
- Don't Sleep (2017)
- 논나 (2025) - 스텔라 역

### 텔레비전
- 소프라노스 (1999-2006)
- Last Call with Carson Daly (2003-16)
- 지미 키멀 라이브! (2004-05)
- 조이 (2004-06)
- 썬즈 오브 아나키 (2008-14)
- 위기의 주부들 (2009-10)
- 셰이즈 오브 블루 (2016-18)